# Steuertarif
Im Steuertarif wird die Höhe und Berechnung des Steuerbetrages in Abhängigkeit von einer Bemessungsgrundlage beschrieben. Dabei kann die Bemessungsgrundlage als physisch-technische Mengenangabe (beispielsweise in Kilogramm oder Kubikmeter) oder als monetärer Betrag (beispielsweise in Euro oder US-Dollar) angegeben werden.
Ist die Bemessungsgrundlage ein Geldbetrag, lässt sich aus dem Steuerbetrag ein Steuersatz errechnen, indem man den Steuerbetrag zur Bemessungsgrundlage ins Verhältnis setzt:
{\displaystyle \mathrm {Steuersatz} ={\frac {\mathrm {Steuerbetrag} }{\mathrm {Bemessungsgrundlage} }}}

## Allgemeines
Der Steuertarif ist die vollständige und eindeutige Zuordnung eines Steuerbetrags {\displaystyle S} zu einer Bemessungsgrundlage {\displaystyle B} durch eine Steuerbetragsfunktion {\displaystyle S=S(B)}. Je nach Entwicklung der Steuerbelastung bei Änderung einer monetären Bemessungsgrundlage spricht man von:
- proportionalen Tarifen: Der Prozentsatz bleibt immer gleich.
- progressiven Tarifen: Der Prozentsatz steigt mit wachsendem Einkommen.
- degressiven Tarifen: Der Prozentsatz sinkt.

Bei einer in Mengeneinheiten gemessenen Bemessungsgrundlage ist der Tarif immer proportional, es ist eine Mengen- oder Wertsteuer. Sieht ein Steuertarif einen festen Betrag pro Besteuerungseinheit vor, so ist die Rede von einem Steuerbetragstarif. Sieht ein Steuertarif einen Prozentsatz pro Besteuerungseinheit vor, so ist die Rede vom Steuersatztarif.
Progressive Tarife sind keine Steuersatztarife, weil sie sich in Abhängigkeit des Einkommens verändern. Zwar lassen sich im Einzelfall konkrete Steuersätze berechnen, diese sind aber bei progressiven Tarifen nicht konstant, sondern variieren mit der Einkommenshöhe. Je nachdem, ob man dabei das gesamte Einkommen oder nur eine Einkommenssteigerung betrachtet, ergeben sich unterschiedliche Steuersätze:
- der Durchschnittsteuersatz, der angibt, wie hoch das gesamte Einkommen besteuert wird
- der Grenzsteuersatz, der angibt, wie hoch ein zusätzlich verdienter Euro besteuert wird,
- der Eingangssteuersatz, der den niedrigsten Grenzsteuersatz angibt,
- und der Spitzensteuersatz, der den höchstmöglichen Grenzsteuersatz beschreibt.

## Steuerbetragstarif
Unter einem Steuerbetragstarif versteht man einen Steuertarif mit einem festen Betrag pro Besteuerungseinheit.
Ein Geldbetrag pro Besteuerungseinheit wird bei mengenmäßigen
Bemessungsgrundlagen verwendet (Mengensteuer).
Beispiele:
| Steuerart                                   | Besteuerungseinheit | Steuerbetrag | Anmerkung              |
| ------------------------------------------- | ------------------- | ------------ | ---------------------- |
| Kfz-Steuer (§ 9 KraftStG)                   | 100 cm³             | 6,75 €       | Emissionsklasse EURO 4 |
| Kaffeesteuer (§ 2 KaffeeStG)                | 1 kg                | 2,19 €       | Röstkaffee             |
| Energiesteuer (§ 2 Abs. 3 Nr. 4 EnergieStG) | 1 MWh               | 5,50 €       | Erdgas zum Heizen      |

## Steuersatztarif
Wenn ein Steuertarif einen Prozentsatz vorsieht, ist er ein Steuersatztarif.
Beispiele:
| Steuerart                               | Besteuerungseinheit | Steuersatz | Anmerkung                                    |
| --------------------------------------- | ------------------- | ---------- | -------------------------------------------- |
| Umsatzsteuer (§ 12 Abs. 1 UStG)         | 1 €                 | 19 %       | Normalsteuersatz                             |
| Umsatzsteuer (§ 12 Abs. 2 UStG)         | 1 €                 | 7 %        | Ermäßigter Steuersatz (Lebensmittel, Bücher) |
| Solidaritätszuschlag (§ 4 Abs. 1 SolzG) | 1 €                 | 5,5 %      | bezogen auf Einkommensteuerbetrag            |